# Karigador
Karigador (italsky Carigador) je malá vesnice a přímořské letovisko v Chorvatsku v Istrijské župě, spadající pod opčinu Brtonigla. Nachází se asi 6 km jihozápadně od Brtonigly a asi 8 km jihovýchodně od Umagu. V roce 2011 zde žilo 194 obyvatel, což je nárůst oproti roku 2001, kdy zde žilo 141 obyvatel v 54 domech.
Sousedními vesnicemi jsou Dajla, Fiorini a Lovrečica.